# Светозар Марович
Светозар Марович (чорн. Светозар Маровић, Svetozar Marović; нар. 31 березня 1955, м. Котор, Соціалістична Республіка Чорногорія) — чорногорський політик, президент Державного союзу Сербії та Чорногорії в 2003–2006 роках.

## Біографія
Закінчив юридичний факультет університету в Подгориці. Працював юридичним радником в місцевих органах влади. Політикою став займатися ще в молодості — певний час навіть був головою Спілки соціалістичної молоді Чорногорії. Але в 1986 році він залишив цю посаду. Розпад Югославії призвів чорногорського політика в ряди затятих прихильників незалежності Чорногорії. На початку 90-х років був прихильником участі чорногорських резервістів в облозі хорватського Дубровника.
У 1990 році Светозар Марович був депутатом Скупщини Чорногорії, а в 1994–2001 роках був спікером. 7 березня 2003 С. Маровича обрали президентом Державного союзу Сербії та Чорногорії. Згідно з конституційною хартією він одночасно став прем'єр-міністром, але фактично не керував державою — наприклад, не контролював зовнішню політику Сербії та Чорногорії окремо. Сам він ставився до такого союзу скептично, вважаючи його недієздатним.
Під час візиту до Боснії і Герцеговини він вибачився за дії югославської армії в 1991–1996 роках. Допомагав роботі Гаазького трибуналу.
5 червня 2006 Сербія та Чорногорія стали окремими державами і Светозар Марович автоматично пішов у відставку.

## Особисте життя
Знає чотири мови, включаючи російську, не любить гучних міст, тому проживає в місті Будва на березі Адріатичного моря. Одружений, двоє дітей.